# 亚娜·帕夫洛娃
亚娜·弗拉基米罗芙娜·帕夫洛娃（俄语：Яна Владимировна Павлова，1996年1月6日—），俄罗斯女子蹦床运动员，2015年欧洲运动会女子个人和女子双人金牌得主、2019年欧洲运动会女子双人铜牌得主。